# Hot Stuff (Rolling Stones-sang)
 For alternative betydninger, se Hot Stuff. (Se også artikler, som begynder med Hot Stuff)
"Hot Stuff" er en sang fra det engelske rock ’n’ roll band The Rolling Stones, og var første gang at finde på deres 1976 album Black and Blue.
”Hot Stuff” blev skrevet af Mick Jagger og Keith Richards. Den blev indspillet i marts 1975 under tilblivelsen af Black and Blue albummet, og den blev stærkt påvirket af disco/funk lyden fra den periode.
Charlie Watts spillede tromme akkompagneret af Ollie Brown på perkussion, Bill Wyman tilføjede en bass, og et omfattende brug af MXR Phase 100 pedal guitar fra både Keith Richards og Wah-wah pedal fra gæst guitaristen Harvey Mandel, tidligere fra Canned Heat, udgjorde sangen. Mandel spillede sangen hoved guitar, og var en af de guitarister der kom i betragtning som erstatning, da Mick Taylor tog sin afgang som The Stones guitarist, en position der til sidst blev taget af Ron Wood . Billy Preston spillede klaver på dette nummer.
Den anden og sidste single fra Black and Blue (efterfølgeren til det verden omspændte hit ”Fool to Cry”) blev ”Hot Stuff” ikke så succesfuld som sin forgænger, den nåede kun en plads 49. i USA. Til trods for den relative lave succes ville bandet imidlertid forsætte med at spillede den disco/funk lyd, der kunne høres her på de efterfølgende albummer og singler – deres næste single blev den disco inspireret "Miss You", der fik en høj placering i USA to år senere.

### Fodnote
1. ↑  Hot Stuff by The Rolling Stones Songfacts